# Холандија на Европском првенству у атлетици у дворани 1975.
Холандија је учествовала на 6. Европском првенству у атлетици у дворани 1975. одржаном  8. и 9. марта у Спортско-забавној дворани Сподек у Катовицама, (Пољска).  Репрезентацију Холандије у њеном шестом учешћу на европским првенствима у дворани представљало је четворо спортиста (2 мушкарца и 2 жене) који су се такмичили у 3  дисциплина  1 мушка и  2 женске.
На овом првенству представници Холандије освојили су 1. бронзану медаљу. и са Швајцарском и Шведском  делила 14. место.
У табели успешности (према броју и пласману такмичара који су учествовали у финалним такмичењима (првих 8 такмичара)) Холандија је са једним учесником у финалу заузела 26. место са 2 бода, од  24 земље учеснице њих 6 нису имале ниједног учесника у финалу: Аустрија, Данска, Луксембург Норвешка Турска и Шпанија.
| Плас. | Земља     | 1. место | 2. место | 3. место | 4. место | 5. место | 6. место | 7. место | 8. место | Бр. финал. - Бод. |
| ----- | --------- | -------- | -------- | -------- | -------- | -------- | -------- | -------- | -------- | ----------------- |
| 16.   | Холандија | −        | −        | 1 − 6    | −        | −        | −        | −        | −        | 1 − 6             |

## Учесници
| Бр. | Дисциплина   | Мушкарци                      | Жене                 | Укупно |
| --- | ------------ | ----------------------------- | -------------------- | ------ |
| 1.  | 60 м         | Сами Монселс Рејмонд Херенвен |                      | 2      |
| 2.  | 60 м препоне |                               | Мике ван Висен−Стерк | 1      |
| 3.  | Скок увис    |                               | Анемике Баума        | 1      |
|     | Укупно (3)   | 2                             | 2                    | 4      |

## Резултати

### Мушкарци
| Атлетичар       | Дисциплина | Лични рекорд | Квалификације | Квалификације | Полуфинале             | Полуфинале             | Финале                 | Финале   | Детаљи |
| Атлетичар       | Дисциплина | Лични рекорд | Резултат      | Место         | Резултат               | Место                  | Резултат               | Место    | Детаљи |
| --------------- | ---------- | ------------ | ------------- | ------------- | ---------------------- | ---------------------- | ---------------------- | -------- | ------ |
| Сами Монселс    | 60 м       | 6,75 НРд     | 6,83          | 4. у гр. 3 кв | 6,82                   | 5. у пф 1              | Није се квалификовао   | 9. / 21  |        |
| Рајмон Хереввен | 60 м       |              | 6,85          | 4. у гр. 6    | Није се квалификовао\| | Није се квалификовао\| | Није се квалификовао\| | 23. / 35 |        |

### Жене
| Атлетичарка          | Дисциплина   | Лични рекорд | Квалификације | Квалификације | Полуфинале           | Полуфинале           | Финале               | Финале  | Детаљи |
| Атлетичарка          | Дисциплина   | Лични рекорд | Резултат      | Место         | Резултат             | Место                | Резултат             | Место   | Детаљи |
| -------------------- | ------------ | ------------ | ------------- | ------------- | -------------------- | -------------------- | -------------------- | ------- | ------ |
| Мике ван Висен−Стерк | 60 м препоне | 8.40 НРд     | 8,54          | 5. у гр. 2    | Није се квалификовао | Није се квалификовао | Није се квалификовао | 9. / 21 |        |
| Анемике Боума        | скок увис    |              |               |               |                      |                      | 1,80                 |         |        |

## Биланс медаља Холандије после 6. Европског првенства у дворани 1970—1975.
|     | ЕП     |   |   |   |   | УП   |
| 1.  | 1970.  | 0 | 0 | 1 | 1 | =12. |
| --- | ------ | - | - | - | - | ---- |
| 2.  | 1971.  | 0 | 0 | 0 | 0 | =16. |
| 3.  | 1972.  | 0 | 0 | 0 | 0 | =18. |
| 4.  | 1973.  | 0 | 0 | 0 | 0 | 21.  |
| 5.  | 1974.  | 0 | 0 | 0 | 0 | 21.  |
| 6.  | 1975.  | 0 | 0 | 1 | 1 | 21.  |
| 1-6 | Укупно | 0 | 0 | 2 | 2 | 21.  |

|                                        | ЕП                                     |                                        |                                        |                                        |                                        |                                        |
| Није било вишеструких освајача медаља. | Није било вишеструких освајача медаља. | Није било вишеструких освајача медаља. | Није било вишеструких освајача медаља. | Није било вишеструких освајача медаља. | Није било вишеструких освајача медаља. | Није било вишеструких освајача медаља. |
| -------------------------------------- | -------------------------------------- | -------------------------------------- | -------------------------------------- | -------------------------------------- | -------------------------------------- | -------------------------------------- |

## Холандски освајачи медаља после 6. Европског првенства 1970—19756
|      | Атлетичар/ка       | м | ж | ЕП         | Дисциплина   |   |   |   |   |
| ---- | ------------------ | - | - | ---------- | ------------ | - | - | - | - |
| 1.   | Вилма ван ден Берг |   | ж | 1970.      | 60 м         |   |   |   | 1 |
| 1—5. |                    |   |   | 1971—1974. |              | 0 | 0 | 0 |   |
| 6.   | Анемике Боума      |   |   | 1975.      | 60 м препоне | 0 | 0 |   | 1 |
|      | Укупно             | 0 | 2 | 1975.      |              | 0 | 0 | 2 | 2 |